# Willemstad (Curaçao)
Pour les articles homonymes, voir Willemstad.
Willemstad (en français : « Guillaumeville ») est la capitale de Curaçao, État d'outre-mer néerlandais dans les Caraïbes. Divisée en deux quartiers historiques, Punda et Otrobanda, séparés par une voie navigable naturelle, la Sint Annabaai (baie Sainte-Anne), qui relie la mer des Caraïbes à la lagune de Schottegat, Willemstad compte 97 590 habitants au recensement de 2008, ce qui en fait la première ville de l'île en nombre d'habitants.

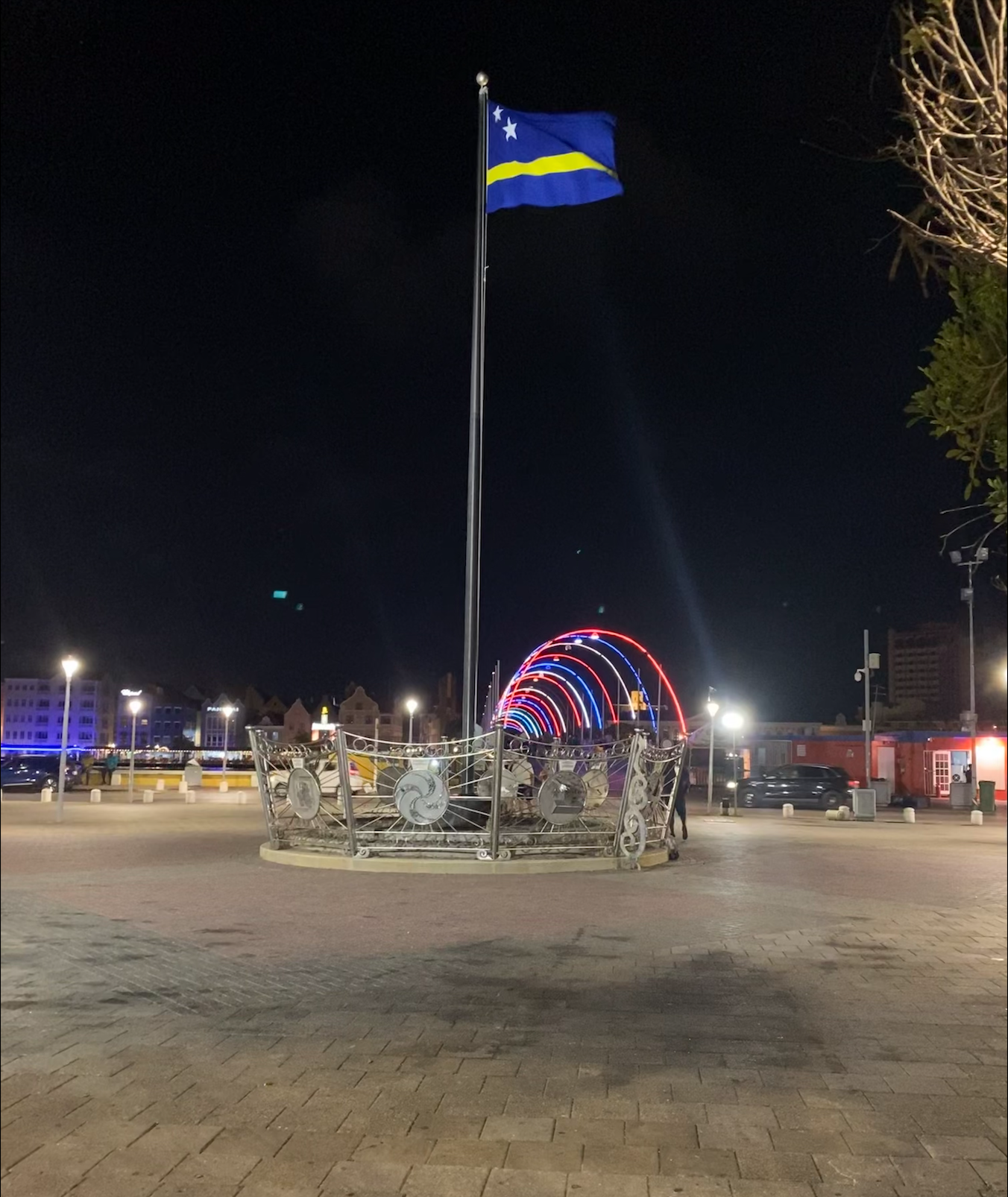
Place Brion, la place au cœur de la capitale, 2024.

Le centre de la ville, avec son architecture colorée inspirée des régions historiques des Pays-Bas, ainsi que son entrée de port, est inscrit sur la liste du patrimoine mondial de l'UNESCO depuis 1997. Souvent surnommée « Amsterdam des tropiques », c'est une destination touristique courue et héberge de nombreux casinos. La ville reste cosmopolite, à l'image de son histoire : anglais, papiamento, néerlandais et espagnol y sont parlés. Le marché traditionnel, les boutiques de vêtements et de souvenirs composent ainsi la majeure partie du centre, avec la Brionplein (place Brion) comme place centrale. Le diocèse de Willemstad structure la principale religion sur l'île, tandis que la synagogue de Willemstad est la plus vieille synagogue des Amériques.
Willemstad possède de nos jours l'un des plus grands ports de transit du monde, centre de raffinage de pétrole pour Shell, ainsi que l'un des plus grands aéroports des Caraïbes. Jusqu'à la dissolution de la fédération des Antilles néerlandaises en 2010, Willemstad en était la capitale.

## Histoire
La colonie de Punda est fondée en 1634, quand les Néerlandais prennent l'île aux Espagnols. Les colons utilisent le lieu comme point de repère, d'où sa dénomination originelle, « le point » (de punt en néerlandais). Le nom de Willemstad date également de cette année, en honneur à Guillaume II d'Orange-Nassau.
En 1635, le fort Amsterdam est construit par la Compagnie néerlandaise des Indes occidentales. Otrabanda, qui est fondée en 1707, est considérée comme l'actuel centre effectif de Willemstad. Son nom provient de l'espagnol otra banda, signifiant l'« autre côté ». Punda et Otrobanda sont reliés par un long ponton mobile, le pont Reine Emma.
Willemstad est considérée comme étant la ville des Indes occidentales possédant la plus importante influence européenne. Les maisons de Willemstad, colorées de bleu, jaune, vert et rose notamment, tiennent leurs caractéristiques du fait est qu'en 1817, le vice-amiral Kikkert, gouverneur des Antilles néerlandaises, souffre de la réflexion de la lumière tropicale sur les murs blancs. Il interdit ainsi les maisons blanches.

## Patrimoine

### Patrimoine civil

#### Musées
- L'aquarium de Curaçao comprend plus de 400 créatures dont des coraux, des poissons et des tortues de mer, exposés dans 46 réservoirs représentant différents écosystèmes marins.
- Le musée du Fort Rif, ancien fort permettant de protéger l'entrée du port, est aujourd'hui reconverti en centre commercial.
- Le musée maritime de Curaçao, comprenant des miniatures antiques, des maquettes de bateau du XVIIe siècle et des cartes, certaines datant même de 1500.
- Le musée Kura Hulanda propose des collections sur l'origine de l'homme, la traite négrière, les empires d'Afrique de l'Ouest, l'or précolombien, les reliques mésopotamiennes et l'art antillais.
- Le musée national d'anthropologie archéologique de Curaçao comprend de nombreux objets archéologiques (précolombiens) ainsi que des objets ethnographiques de la fin du XIXe siècle à nos jours.
- Le musée de la numismatique illustre l'évolution de la monnaie antillaise, passant des accords de troc à l'échange par des pièces de monnaie de différents pays ainsi que, enfin, l'émission de monnaie nationale pour les Antilles néerlandaises.
- Le musée Octogone retrace le passage à Curaçao du « libertador » vénézuélien, le célèbre Simón Bolívar, avant de rassembler les forces qui ont mis fin au régime colonial espagnol en Amérique du Sud.
- Le musée de Curaçao proposent différentes collections, notamment des meubles antiques des XVIIIe et XIXe siècles, y compris des meubles en acajou, et la plus ancienne table à manger de l'île, une carte en vitrail des Caraïbes, des peintures de Carel Willink, Herman Kruyder, Isaac Israëls, Edgar Fernhout et Jan Sluijters, des objets de la culture des Amérindiens, une collection géologique, des coquillages et des coraux ainsi que la flore et la faune des Antilles néerlandaises. Il abrite également le cockpit du « Snip », le premier avion de la KLM à traverser l'océan Atlantique, en 1934.

#### Forts
- Le fort Amsterdam sert historiquement non seulement de fort militaire, mais également de quartier général de la Compagnie des Indes occidentales. Actuellement, il est le siège du gouvernement de Curaçao, ainsi que la résidence de son gouverneur.
- Le fort Nassau est construit en 1797 dans le but de protéger Schottegat, la baie naturelle et le port de la ville.
- Le fort Piscadera, construit entre 1701 et 1704, puis reconstruit par la Compagnie des Indes occidentales en 1714, subit les invasions des Français et des Anglais.

### Patrimoine religieux
- La basilique Sainte-Anne, construite entre 1734 et 1752 dans le secteur d'Otrabanda, reçoit le titre de basilique en 1975 par décision du pape Paul VI.

## Personnalités liées à la ville
- Robby Müller (1940-2018), célèbre directeur de la photographie (qui a beaucoup collaboré avec Wim Wenders et Jim Jarmusch) est né à Willemstad.
- Diana Lebacs (1947-2022), autrice, notamment de littérature pour la jeunesse, actrice et chanteuse, est née à Willemstad.
- Jasmine Sendar (1977-), actrice, productrice et chanteuse, y est née.
- Jaike Belfor (1978-), actrice néerlandaise, y est née.
- Jean-Julien Rojer (1981), joueur de tennis est né à Willemstad.
- Odile van Aanholt, née en 1998 à Willemstad, navigatrice, championne du monde et championne olympique.